# Partei der Alternativen Bürgerbewegung 2000 Deutschlands
Die Partei der Alternativen Bürgerbewegung 2000 Deutschlands (Kurzbezeichnung: AB 2000) war eine deutsche Kleinpartei, die 1998 von Horst Voigt gegründet wurde.
Sie trat bei der Landtagswahl in Mecklenburg-Vorpommern 1998, bei der sie 4225 Zweitstimmen (0,4 %) erhielt, an. Bei der gleichzeitig stattfindenden Bundestagswahl 1998 war sie nur in Mecklenburg-Vorpommern wählbar und erreichte 3355 Zweitstimmen (0,0 %). Zu den Kommunalwahlen in Mecklenburg-Vorpommern 1999 trat sie in Schwerin und  Stralsund an, wo sie 3272 Stimmen (3,1 %) bzw. 941 (1,4 %) erhielt.
Die Partei löste sich 2005 auf. 